# Oude stadhuis (Eindhoven)
Het voormalige stadhuis van Eindhoven was een neogotisch gebouw, dat ontworpen werd door stadsarchitect Johannes van Dijck. Het gebouw was een van de eerste niet-kerkelijke neogotische gebouwen in Nederland.
Evenals zijn voorganger uit 1554, stond dit stadhuis aan de Rechtestraat, tegenover de Jan van Hooffstraat. Het neogotische gebouw werd door de gemeente Eindhoven in gebruik genomen in 1869, maar bleek reeds tijdens het interbellum niet meer te voldoen qua grootte.

## Sloop
Tijdens de wederopbouw na de Tweede Wereldoorlog voorzagen de plannen in een nieuwe weg, die de Markt via de Kleine Berg zou verbinden met de Mecklenburgstraat. Deze weg zou in het verlengde van de Jan van Hooffstraat komen, wat de sloop van het oude stadhuis vereiste. Toen de plannen hierover bekend werden, kwam er veel verzet vanuit inwoners en verschillende gemeenteraadsleden. Desondanks ging het gebouw in 1967 tegen de vlakte. De bouw van de weg is uiteindelijk niet doorgegaan.

## Verhuizing naar nieuwe stadhuis
Ambtenaren verhuisden naar het nieuwe stadhuis aan het Stadhuisplein, een groter, modernistisch gebouw ontworpen door architect Jan van der Laan. Op de plaats van het oude stadhuis werden winkelpanden gebouwd.

## Initiatieven voor de herbouw
Begin jaren '80 van de 20e eeuw werd er een voorstel ingediend over de herbouw van het oude stadhuis. In 1992, pleitte een andere Eindhovenaar, H. van Osch, ook voor de herbouw. Hij diende zijn voorstel in bij de gemeente Eindhoven, en dit voorstel kwam op 23 september 1992 ter sprake in de Monumentencommissie. Aangezien nieuwbouw niet op haar terrein ligt, kwamen de commissieleden tot de conclusie dat zij niet over dit voorstel gingen. In 2010 kwam er weer aandacht voor dit idee. Op 5 januari 2010 kwam Eindhovenaar Marc Dubach namelijk met een internetinitiatief om het oude stadhuis te herbouwen.

## Trivia
- Voor de deur van de winkelpanden ligt een plaquette van Olly van Abbe in de straat met een afbeelding van het gebouw. Deze was hier in 1982 bij het 750-jarig bestaan van de stad geplaatst. Toen de Rechtestraat opnieuw geplaveid werd is deze herdenkingssteen weggehaald, maar later[(sinds) wanneer?] kwam het weer terug.[3]

## Galerij

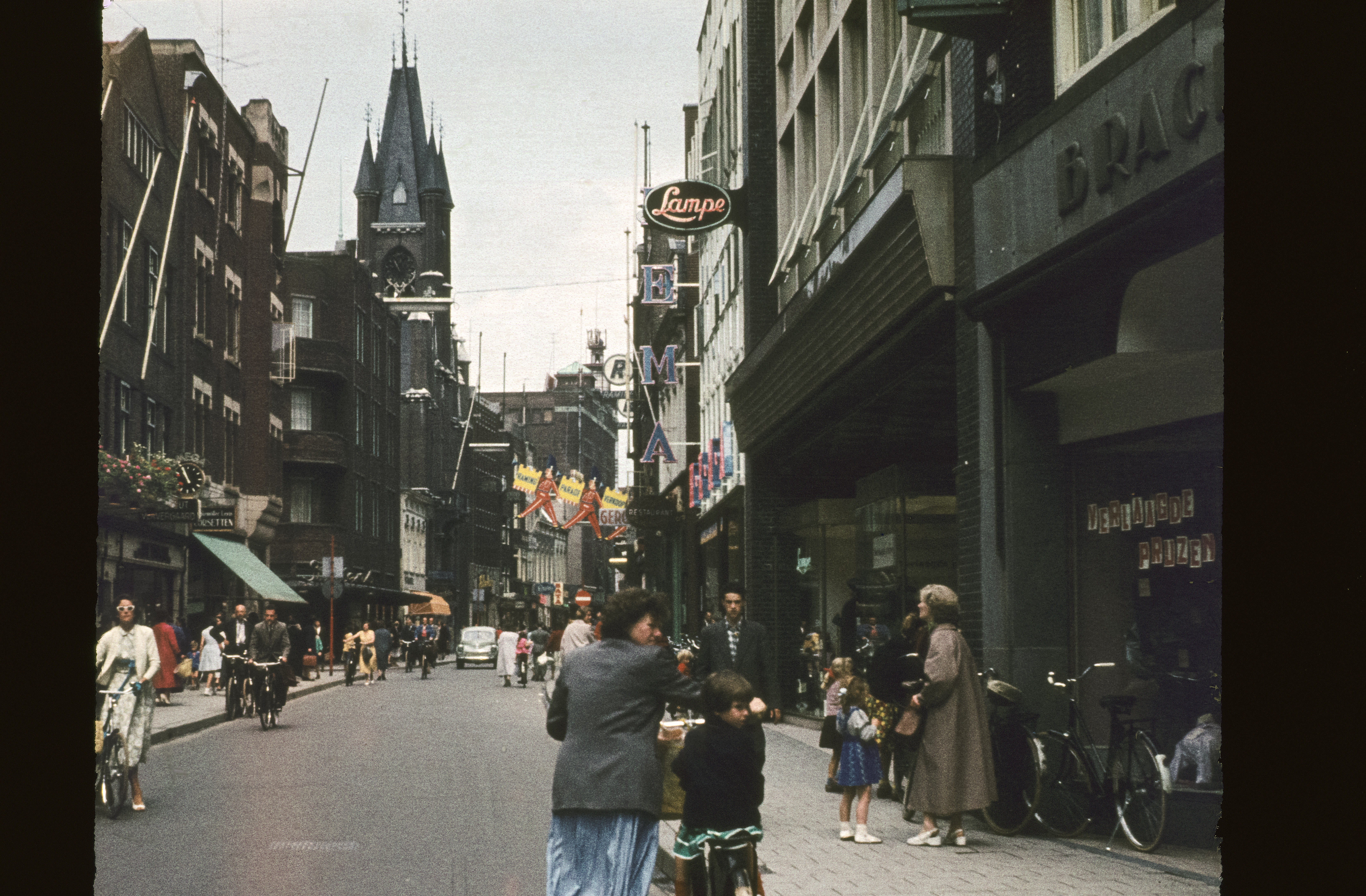
Het oude stadhuis van Eindhoven in 1958 gezien vanuit winkelstraat
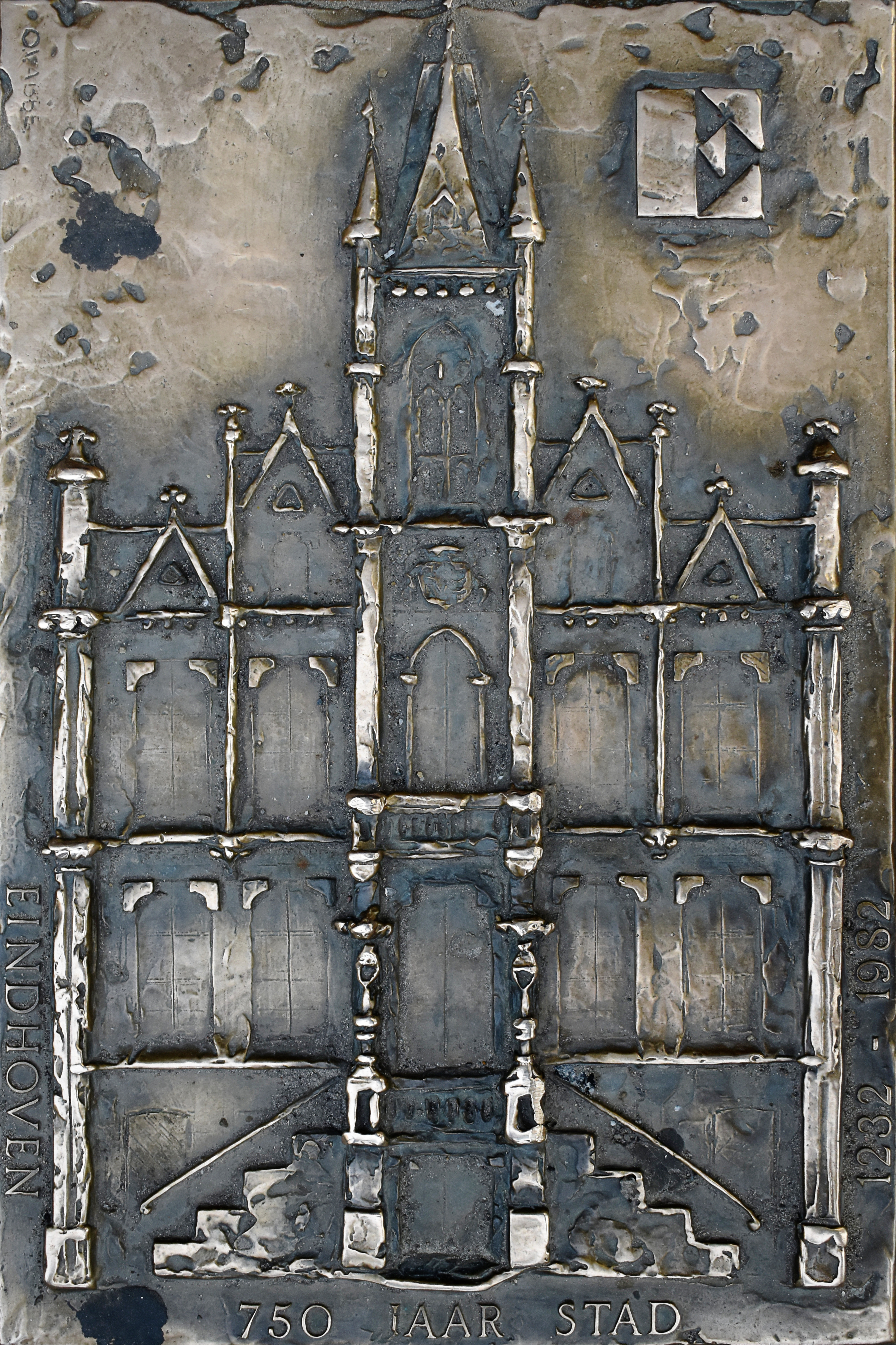
De plaquette van Van Abbe
Een maquette van het oude stadhuis in de Sint-Catharinakerk